# 연습곡 Op. 10, 11번 (쇼팽)

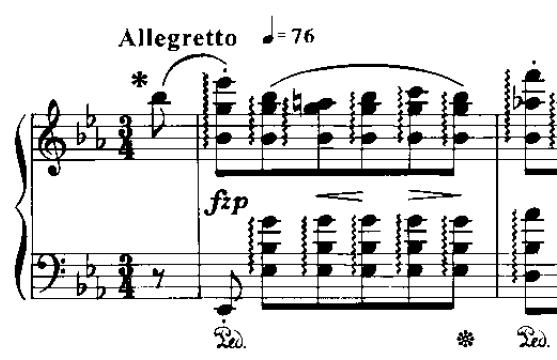
쇼팽 연습곡 Op. 10의 11번의 첫 마디

쇼팽의 연습곡 Op. 10, 11번(Étude Op. 10, No. 11)은 프레데리크 쇼팽이 작곡한 연습곡 중 작품번호 제10번의 11번에 해당하며 내림마장조의 조성을 띠고 있다. 이 곡은 주로 왼손과 오른손의 아르페지오 연습을 돕기 위한 연습곡이다. 특징으로는 가장 윗음이 내성부와 조화를 이루어 반음계 조성을 띠는 부분이 존재하며 이명동음이 나타나는 부분이 있다.